# El verano siguiente
El verano siguiente es el primer documental realizado sobre la banda uruguaya No te va gustar. Fue creado y dirigido por Gabriel Nicoli, y producido con la ayuda de Nicolás Fervenza.

## Grabación y publicación
El 31 de enero de 2014 se publicó en Youtube el tráiler del documental en la cuenta oficial de la banda. A comienzos de 2014, No te va gustar se encontraba de gira en Uruguay y Argentina promocionando su último disco hasta el momento “El calor del pleno invierno”. Todo el material audiovisual de la misma sería utilizado en el documental, incluyendo ensayos, recitales en vivo, vida cotidiana entre los integrantes, y grabaciones de temas.
En un noticiero uruguayo, Emiliano Brancciari (líder y voz principal de la banda) dijo: «La idea fue surgiendo más rápido en la cabeza del director Gabriel, que en la nuestra. Nosotros lo que buscamos en principio fue un simple registro de imágenes de lo que era la pre-producción y la grabación de nuestro último disco, y así empezó». Su director, Gabriel Nicoli expresó: «Traté que los integrantes del grupo no estén muy pendientes de la cámara. Les dije que si la miraban se cortaba. Al principio, les conté chistes para que se aflojaran un poco y dejaran de tener presión. En ese sentido, la presión estaba en mi tarea». Finalmente se anunció que se estrenaría en los cines uruguayos el 6 de marzo de ese mismo año, y el mismo  día en Argentina.

## Homenaje
El documental también fue pensado como homenaje al ex-tecladista de la banda Marcel Curuchet, que falleció en 2012 en un accidente de tránsito en Nueva York, Estados Unidos.